# Hötting West
Hötting West ist ein Stadtteil von Innsbruck.

## Geographie
Hötting West ist einer der 20 Statistischen Stadtteile Innsbrucks, und umfasst die nordwestlichen Randgebiete der Stadt am Fuß der Nordkette. Er gehört zur Katastralgemeinde und Fraktion Hötting.
Zum Stadtteil gehören die statistischen Bezirke (Zählbezirke) Lohbachsiedlung (84,8 ha, 5009 Einwohner, 541 Gebäude) nördlich des Flughafens, mit den Gebäuden der technischen Fakultäten der Universität Innsbruck, davon nördlich Hörtnaglsiedlung (626,9 ha, 5290 Einwohner, 879 Gebäude) mit Allerheiligen und der Peerhofsiedlung, sowie Hötting West (Kranebitten) im Westen (659,1 ha, 1515 Einwohner, 325 Gebäude; Stand 2014).
13,3 % der Bevölkerung des Stadtteils sind jünger als 15 Jahre, 17,5 % älter als 65. Der Ausländeranteil beträgt 15,5 % (Stand 2013).
Nachbar-Stadtteile und -ortschaften
|             |                                             | Hungerburg (Hötting/Mühlau) |
| Zirl (Gem.) | Kompassrose, die auf Nachbargemeinden zeigt | Hötting (Hötting)           |
| Völs (Gem.) | Höttinger Au (Hötting)                      |                             |

| vergrößern und Informationen zum Bild anzeigen Nordkette und Hötting West: links nach rechts Kranebitten, Peerhofsiedlung, Lohbachsiedlung, Allerheiligen, Hörtnaglsiedlung, Sadrach (180°-Panorama vom Flughafen, ganz links und rechts Blick das Inntal entlang). |

## Geschichte

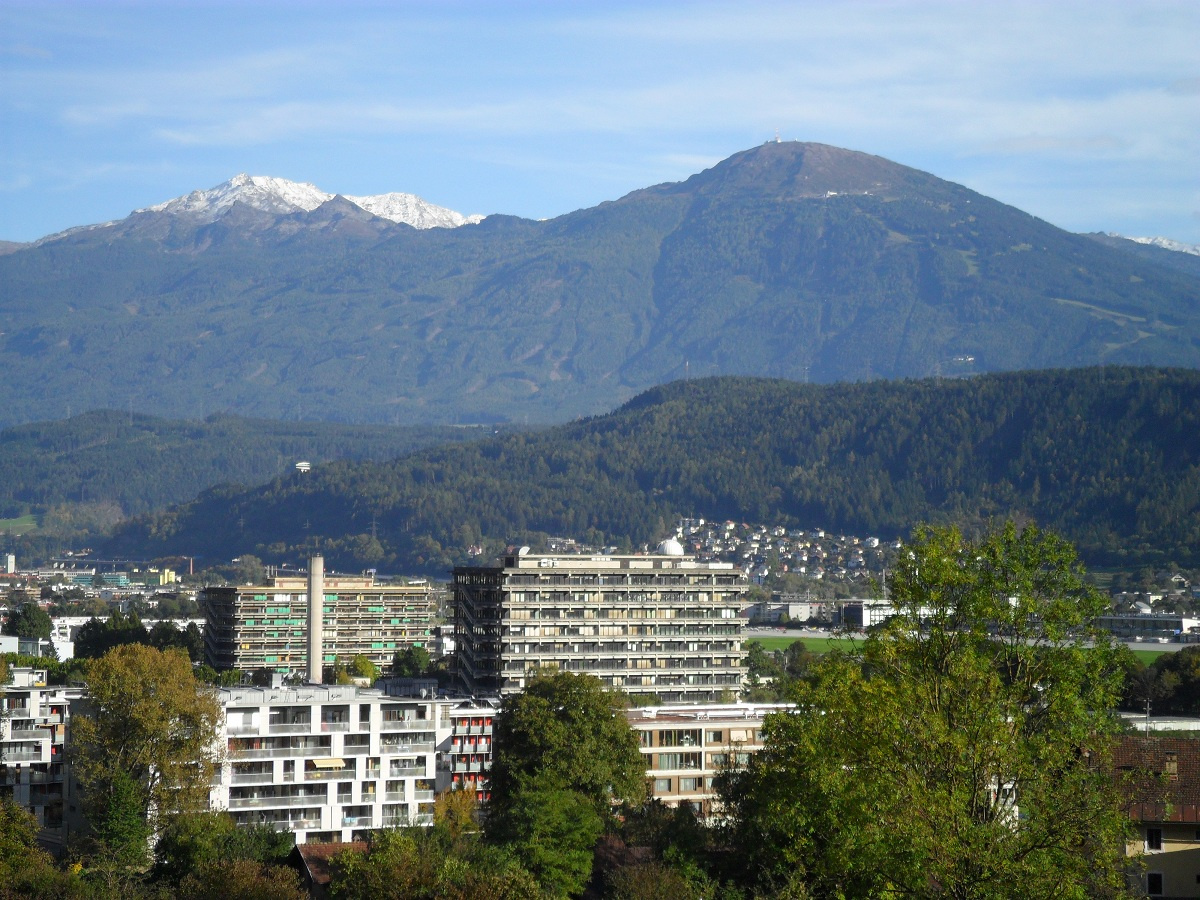
Campus Technik der Universität

Die Straße von Innsbruck nach Westen verlief früher nicht am Talboden, sondern über die Innbrücke, die Höttinger Gasse und die heutige Schneeburggasse am Hang der Nordkette entlang. Entlang dieser Straße entstanden die ersten Höfe. Unter Erzherzog Ferdinand II. wurde im 16. Jahrhundert die Straße in den Talboden verlegt und die heutige Kranebitter Allee angelegt. In Kranebitten waren die 1625 errichtete Kapelle Mariä Heimsuchung und der Gasthof Kranebitten die ersten Gebäude. Insbesondere nach der Inbetriebnahme der Mittenwaldbahn 1912 nahm die Bautätigkeit in dem Gebiet, das zur damals noch selbstständigen Gemeinde Hötting gehörte, zu. 1934/35 wurde die Lohbachsiedlung, 1936 die Hörtnaglsiedlung von der Stadt Innsbruck errichtet. 1938 wurde Hötting nach Innsbruck eingemeindet. Seither ist der Fuß der Nordkette vollständig mit dem Siedlungsgebiet der Stadt verwachsen, nur Kranebitten liegt noch etwas eigenständig. Durch den Flughafen Kranebitten, 1947 errichtet, ist die – sonst südseitig günstige – Ortslage etwas benachteiligt.
1936 wurde eine Notkirche errichtet, die 1963–1965 durch die von Clemens Holzmeister entworfene Pfarrkirche St. Georg in Allerheiligen ersetzt wurde. Von 1967 bis 1970 wurden westlich der Lohbachsiedlung die Gebäude für die neu gegründete Fakultät für Bauingenieurwesen und Architektur der Universität Innsbruck errichtet. Daneben entstand in weiterer Folge das Viktor-Franz-Hess-Haus für einen Teil der naturwissenschaftlichen Fakultät. Heute bilden die Gebäude den Campus Technik mit den vier Fakultäten für Technische Wissenschaften, Architektur, Biologie sowie Mathematik, Informatik und Physik.

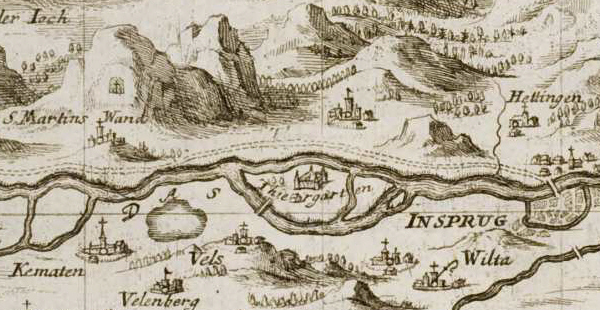
Kranebitten bis Stadt Innsbruck mit Tiergarteninsel (ca. 1700, Ausschnitt aus Insprug mit der Gegend auf 2 Stunden)
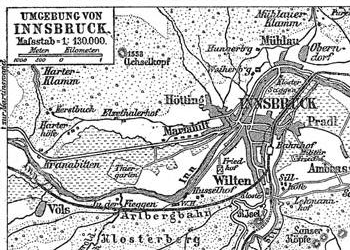
Innsbruck West (um 1888, aus Umgebung von Innsbruck, Meyers Konversationslexikon, 4. Aufl.)
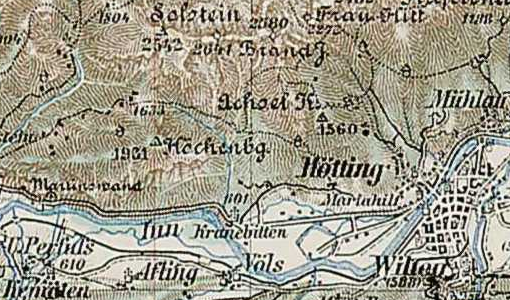
Hötting, Innsbruck West (um 1898–1905, Detail aus Franzisco-Josephinische Landesaufnahme, Blatt 29–47 Innsbruck)

## Wappen
Da in Tirol nur Gemeinden dazu berechtigt sind, führt Hötting West kein offizielles Wappen. Wie für die anderen Innsbrucker Stadtteile wurde aber ein inoffizielles Stadtteilwappen entworfen, das 1989 von den Vertretern der Vereine und Institutionen des Stadtteils angenommen wurde.
Es zeigt in einem rot-weiß gespaltenen Schild auf einem grünen Berg einen Grenzstein mit Tatzenkreuz. Dieser wurde 1476 an der Grenze zwischen Hötting und Zirl, die damals auch die Grenze zwischen den Landgerichten Sonnenburg und Hörtenberg bildete, errichtet. Im Wappen erinnert er an die Geschichte und die Grenzlage des Stadtteils im Nordwesten der Stadt, die Stadtfarben rot und weiß verdeutlichen die Zugehörigkeit zu Innsbruck.

## Verkehr
Die Kranebitter Allee ist Teil der Tiroler Straße (B 171) und verbindet Hötting West Richtung Osten mit der Innenstadt und Richtung Westen mit der Anschlussstelle Innsbruck-Kranebitten der Inntal Autobahn sowie mit Völs und Zirl. Die Haltestellen Allerheiligenhöfe und Kranebitten der Mittenwaldbahn werden von der S-Bahn Tirol und REX-Zügen bedient. Die Straßenbahnlinien 2 und 5 sowie die Buslinien A, K und T der Innsbrucker Verkehrsbetriebe erschließen den Stadtteil.